# Miquel Asins Arbó
Miquel Asins Arbó, auf Spanisch Miguel Asins Arbó, (* 21. Januar 1916 in Barcelona; † 26. Oktober 1996 in Valencia) war ein spanischer Komponist, Dirigent und Lehrer am Real Conservatorio Superior de Música de Madrid.

## Leben
Seine Studien führten ihn nach Valencia, die er mit einem ausgezeichneten Diplom in Harmonielehre bei Pedro Sosa 1935 sowie Komposition und Folklore bei Manuel Palau Boix abschloss. 1937 war er Dirigent eines Militär-Blasorchesters. Zwischenzeitlich erhielt er für seine Werke zahlreiche Auszeichnungen und nationale wie internationale Preise. 1944 gehörte er dem Cuerpo de Directores de Música del Ejército de Tierra (Direktorium der Militärkapellmeister).
Er heiratete 1958 María Josefa Cebrián Collado und zog mit der Familie nach Madrid, wo er das Amt des Capitán Director Músico beim Militär ausübte. 1976 verließ er das Militär als Comandante del Regimiento de Infantería Inmemorial núm. 1 und wurde am Real Conservatorio Superior de Música de Madrid Professor. In dieser Position verblieb bis zu seiner Pensionierung im Jahr 1985. Vom Verteidigungsminister wurde er mit dem Cruz del Mérito Militar de Primera Clase ausgezeichnet. 1980 wurde er zum delegierten Mitglied der Real Academia de Bellas Artes de San Carlos de Valencia.

## Werke

### Werke für Orchester
- 1940 Concierto para piano en sol menor
- 1946 Leyenda
- 1948 Obertura al «Cantar de los cantares»
- 1949 Capricho
- 1949 Dos melodías levantinas
  1. Nana
  2. Danza
- 1950 Cuatro danzas españolas
  1. Castellana
  2. Valenciana
  3. Catalana
  4. Aragonesa
- 1950 Retorno al vals
- 1954 Alvargonzález Sinfonische Dichtung
- 1958 Danza valenciana
- 1980 Don Quijote en el Toboso
- 1981 Cuatro sonatas para orquesta (Homenaje a Domenico Scarlatti)
  1. Sonata castellana
  2. Sonata valenciana
  3. Sonata catalana
  4. Sonata andaluza
- 1990–1993 Cinco piezas portuguesas para orquesta
  1. Cançao de Margarida
  2. Fado Emilia
  3. Fado Hilario
  4. Cançao a Lua
  5. Fado Theresa

### Werke für Blasorchester
- 1936 España en Guerra
  1. Preludio
  2. Éxodo
  3. Cancion
  4. Leit Motiv
  5. Marcha
  6. Final
- 1936 Regimiento de Infantería España 18
- 1940 Mártires de Torrente
- 1945 Himno del Regimiento de Infantería España 18 für Chor und Blasorchester
- 1952 Himno oficial a la Santísima Virgen de Sales für Chor und Blasorchester
- 1955 Capotes y capotazos
- 1955 Torero y trianero para banda
- 1956 Himno oficial a la Santísima Virgen de los Llanos de Albacete für Chor und Blasorchester
- 1957 El sargento
- 1958 El cornetilla
- 1958 Viva la Marina
- 1958 Capitán Cabello
- 1958 Comandante Cabeza
- 1958 Plaza de la Armería
- 1960 Colección de toques
- 1960 General Fernández de Córdoba
- 1960 Plegaría de la Infantería Española
- 1961 Aire y donaire
- 1961 Himno de Transmisiones für Chor und Blasorchester
- 1962 Canción-Himno de los tres Ejércitos für Chor und Blasorchester
- 1962 Compañía de honores
- 1962 Himno para la Aviación Española für Chor und Blasorchester
- 1964 Canciones de guerra y paz
- 1966 Marcha al combate
- 1966 Regina Virginum
- 1966 Un paso al frente
- 1967 Diego de Acevedo
  1. Introduccion e Marcha
  2. Intermedio
  3. Sequidillas
  4. Nocturno
  5. Bolero
  6. Bailén
- 1968 A la bandera
- 1968 Saeta militar
- 1970 Himno del Regimiento de Infantería Inmemorial núm. 1 für Chor und Blasorchester
- 1971 Himno nacional adaptación
- 1971 Música de las Fuerzas Regulares indígenas adaptación für Bläser und Schlagzeug
- 1971 Tabor
- 1972 El cuarto sitio de Bilbao (1874)
- 1972 El grito de la Patria (1860)
- 1972 Guerra al yankee (1898)
- 1972 Himno de Alfonso XII
- 1972 Himno de Taxdirt (1909) für Chor und Blasorchester
- 1972 La toma de Estella (1876)
- 1972 La toma del Gurugú (1909) für Chor und Blasorchester
- 1972 Marcha Real Fusilera adaptación
- 1972 Marcha triunfal del Ejército de Africa (1859)
- 1972 Viejos aires de la vieja España
- 1972 ¡Viva el Ejército! (1896)
- 1973 La flor del taronger
- 1974 «El sitio de Zaragoza» de Cristóbal Oudrid
- 1975 El Micalet
- 1975 Himno de los paracaidistas für Chor und Blasorchester
- 1975 Vuit cançons populars catalanes Suite
  1. La filadora
  2. Canigó
  3. La pastoreta
  4. El mariner
  5. Fum, fum, fum
  6. Les ninettes y el rossinyol
  7. El cant dels ocells
  8. Els tres tambors
- 1976 Mare Nostrum
  1. Andante
  2. Andantino
  3. Allegro non troppo
  4. Allegretto
  5. Maestosos
  6. Allegro mosso
  7. Moderato
  8. Lentamente
  9. Allegro mosso
- 1978 Vuit cançons populars catalanes
- 1979 A la lluna de Valencia
- 1980 Cabanilles
- 1981 España
- 1981 Regimiento Inmemorial
- 1982 Cancionera valenciana
- 1982 Llevant
- 1985 Anem
- 1985 Artística y buñolera
- 1985 La vaquilla
- 1987 Biba la banda
- 1987 En el hombro el fusil für Chor und Blasorchester
- 1987 Suite 1936
- 1988 Himno oficial de la Santísima Virgen de la Cabeza für Chor und Blasorchester
- 1989 La punta del mocador
- 1990 La noche de San Juan
- 1990 Llunt De Valencia Paso-doble
- 1991 Ballets
  1. Ballet De Alfonso XIII
  2. Ballet Del Animalot
  3. Ballet Del Pardalero
  4. Ballet Del Sereno
- 1992 El día de Sant Donis
- 1992 Himno de la Comisión de la Falla Ripalda-Soqueros de Valencia für Chor und Blasorchester
- 1992 Himno de los Rotarios de España für Chor und Blasorchester
- 1993 Los Madriles (Suite sinfónica para Banda)
  1. Arco de Monteleón
  2. Frente al Manzanares
  3. Las Vistillas
  4. Puerta del So
- 1993 Himno a Ontur (Albacete) für Chor und Blasorchester
- 1993 La nit de la plantá

### Klaviermusik
- Flamenco for Piano

## Filmografie (Auswahl)
- 1955: Los Peces rojos
- 1956: La Gata
- 1956: Die Ausgestoßenen (Todos somos necesarios)
- 1957: El Inquilino
- 1958: Keiner hört ihn beten (Un Hecho violento)
- 1959: Los Chicos
- 1959: 15 bajo la lona
- 1960: Un Paso al frente
- 1960: Nada menos que un arkángel
- 1960: Der Rollstuhl (El Cochecito)
- 1961: Júrame
- 1961: FBI… es war Mord (A hierro muere)
- 1961: Plácido
- 1962: Die übliche Liebe (El Buen amor)
- 1963: Der Henker (La Ballata del Boia)
- 1964: Platero y yo
- 1964: La cara del Terror
- 1966: Hoy como ayer
- 1968: Weiße Westen für Ganoven (Scacco tuito matto)
- 1968: Setenta veces siete
- 1968: Un Atraco de ida y vuelta
- 1969: Educando a una idiota
- 1972: Aventura en las islas Cíes
- 1985: El Elegido
- 1985: La Vaquilla
- 1987: Biba la Banda
- 2000: Terca vida